# St. Bartholomäus (Schwegenheim)
Die römisch-katholische Kirche St. Bartholomäus der Ortsgemeinde Schwegenheim (Verbandsgemeinde Lingenfeld) im Kreis Germersheim (Rheinland-Pfalz) befindet sich an der Rottstraße. Sie gehört zur Germersheimer Pfarrei Seliger Paul Josef Nardini im Bistum Speyer.

## Beschreibung und Geschichte

### Vorgeschichte
Eine selbstständige Pfarrei Lingenfeld wird im Jahr 1734 erstmalig urkundlich erwähnt. Seit dem Jahr 1822 betreute sie die Nachbarorte Schwegenheim und Westheim seelsorgerisch mit. Wegen der Entfernung zur Mutterkirche entstand in der Schwegenheimer Bevölkerung im 19. Jahrhundert zunehmend der Wunsch über eine eigene Kirche zu verfügen. Ein erster Bauplatz gegenüber der Protestantischen Kirche wurde 1825 erworben. Dort kam kein Neubau zustande.
Am 4. April 1930 wurde in der Turmhalle von Schwegenheim ein Kirchenbauverein mit dem Namen „Sankt Bartholomäus“ gegründet. Dieser erwarb Baugrund in der Rappengasse. Eine Notkirche wurde dort 1933 errichtet. Der einzige Gemeindeleiter war der Pfarrer Staab. Unter dem Druck der Nationalsozialisten musste die Kirche 1936 wieder geschlossen werden. Nach dem Zweiten Weltkrieg erwarb der Kirchenbauverein in den 1950er Jahren sechs Bauplätze im gerade erschlossenen Neubaugebiet.

### Kirchenneubau
Auf diesem Baugrund erfolgte am 22. April 1956 der erste Spatenstich. Im Mai 1956 wurde mit den Rohbauarbeiten begonnen. Die Grundsteinlegung wurde am 17. Juni desselben Jahres gefeiert. Am 24. September wurde das Richtfest gefeiert. Wegen der niedrigen Temperaturen im Winter 1956/57 wurden geplante Bauarbeiten und die für Weihnachten 1956 geplante Einweihung verschoben. Die Kirchweihe erfolgte am 26. Mai 1957 durch den Speyerer Bischof Isidor Markus Emanuel. Für den durch den Bischöflichen Baumeister Beuerlein betreuten Neubau wurde ein moderner Stil mit Flachdächern gewählt. Zunächst waren diese mit Faserzement eingedeckt, der nach mehreren Dachreparaturen im Jahr 1989 durch Kupferplatten ersetzt werden musste. Die Glasarbeiten in der Kirche wurden von dem Künstler Emil Wachter durchgeführt.

## Orgel
Die Orgel der St.-Bartholomäus-Kirche wurde ursprünglich im Jahr 1860 von Gustav Schlimbach (Speyer) für die Kapelle des Katholischen Waisenhauses in Landstuhl gebaut. Sie wurde um 1955 an ihren heutigen Standort verbracht und das alte Gehäuse in moderner Form mit offener Pfeifenanordnung ersetzt. Gerhard Kuhn (Esthal) restaurierte die Orgel im Jahr 1997 und installierte ein neues Gehäuse mit neuen Prospektpfeifen. Das Instrument verfügt über 13 Register auf einem Manual und Pedal. Die Spiel- und Registertraktur sind mechanisch. Die Windladen sind als Kegelladen ausgeführt. Die Disposition lautet:
| Manual C–f3    |        |
| Bourdon        | 16′    |
| Principal      | 08′    |
| Viola di Gamba | 08′    |
| Salicional     | 08′    |
| Gedeckt        | 08′    |
| Octave         | 04′    |
| Hohlflöte      | 04′    |
| Quint          | 02 ⁄3′ |
| Octave         | 02′    |
| Mixtur IV      | 02′    |

| Pedal C–g0 |     |
| Subbass    | 16′ |
| Octavbass  | 08′ |
| Violonbass | 08′ |

- Koppel: Pedalkoppel
- Nebenregister: Calcanten-Glocke